# Hochzeit von Maria d’Enghien

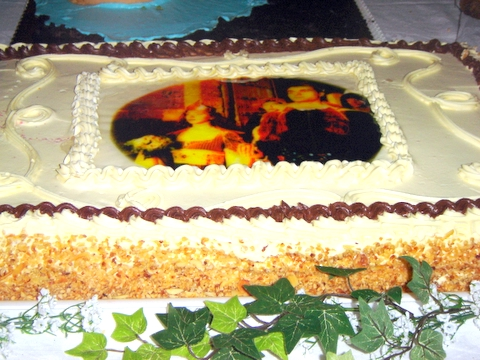
Hochzeitstorte

Die Hochzeit von Maria d’Enghien (italienisch Il matrimonio di Maria d’Enghien) ist ein historischer Umzug in der Altstadt von Tarent, der am ersten Samstag im Mai stattfindet und vom Kulturzentrum Maria D’Enghien organisiert wird. 
Maria d’Enghien, Gräfin von Lecce und Fürstin von Tarent, heiratete am 23. April 1407 in der San Leonardo-Kapelle des Castello Aragonese König Ladislaus den Großmütigen von Neapel.
Die bedeutenden Augenblicke der Hochzeitsfeier werden in den Straßen der Altstadt dargestellt. Um 18 Uhr beginnt der Umzug vom Palazzo delli Falconi (heute Palazzo Gallo) in der Via Paisiello, Haus des adligen Tarenters, der Ladislaus in den Tagen vor der Hochzeit beherbergte. Der Hochzeitszug geht von der Via Duomo bis zur Piazza Castello, wo die Fahnenschwinger von Oria und die Schwertkämpfer des Hofes auftreten.
Um 19 Uhr wird die Hochzeitsfeier aufgeführt, die mit dem Auftritt der Fahnenschwinger, Fechtmeister, Bogenschützen, Musiker, Tänzer und Sänger auf dem Waffenplatz beginnt. Um 20 Uhr begibt sich der Hochzeitsumzug in den Kreuzgang des ehemaligen Klosters Santa Chiara (heutiges Jugendgericht), wo das Hochzeitsmahl mit ursprünglicher Musik und mittelalterlichen Tänzen stattfindet.
Kostüme, Waffen, Geräte und Werkzeuge aus dem Mittelalter können im Mittelalterlichen Museum von Tarent besichtigt werden.

## Fotogalerie

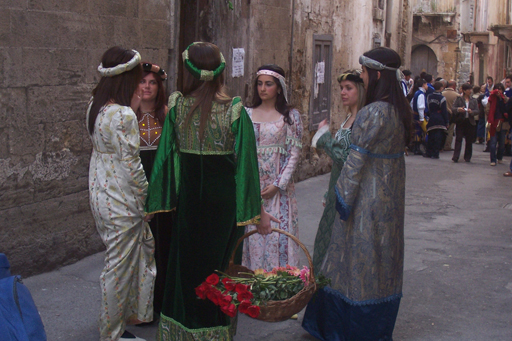
Brautjungfern
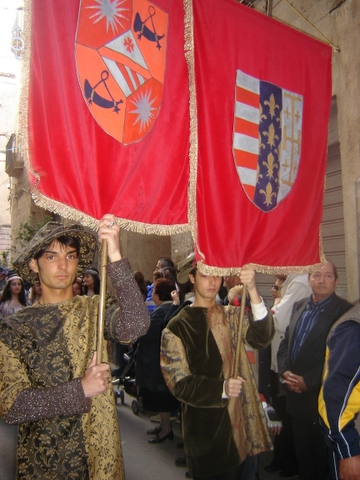
Fahnenträger der Häuser Enghien und del Balzo
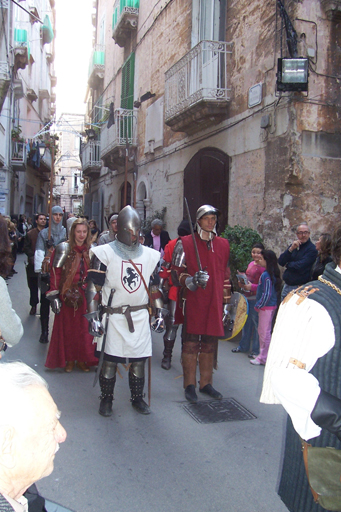
Ritter
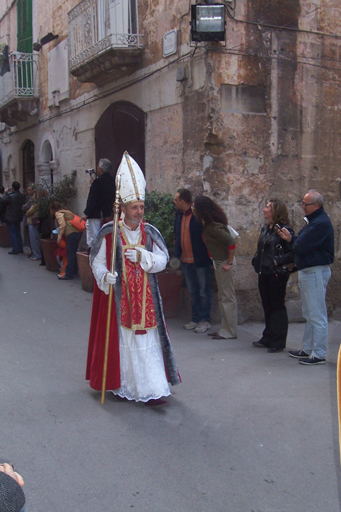
Bischof
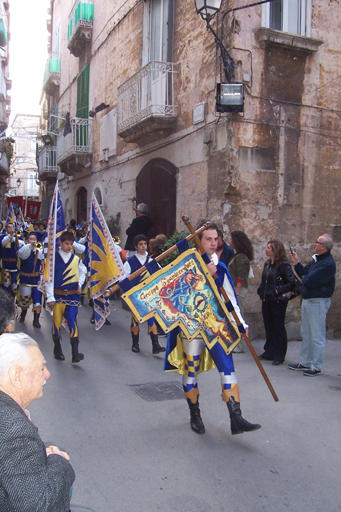
Fahnenschwinger
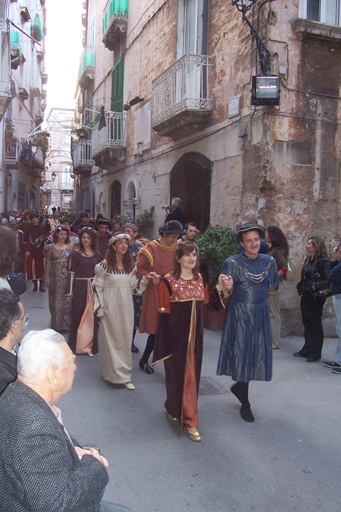
Gäste
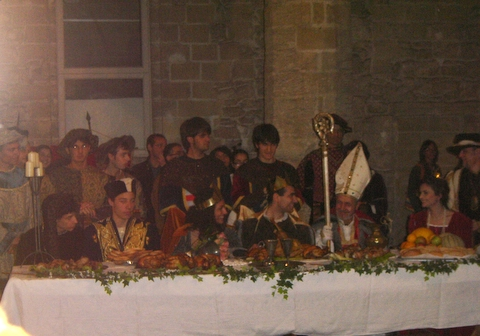
Festmahl